# 中华人民共和国反食品浪费法
《中华人民共和国反食品浪费法》，简称《反食品浪费法》，是中华人民共和国第十三届全国人民代表大会常务委员会即将举行的第二十四次会议将审议的草案。此草案共32条，主要针对是餐饮界，以食品消费、销售环节、反浪费，作为切入点，及同时处理好与正在起草的粮食安全保障法等有关法律的关系，对减少粮食、食品生产加工、储存运输等环节浪费作出原则性规定。

## 立法进程
2020年8月11日，中共中央总书记习近平下达的一则“制止餐饮浪费”的指示，习近平要求要坚决制止餐饮浪费行为，在全社会营造“浪费可耻、节约为荣”的氛围。此后，中华人民共和国官媒开始加大宣传，中国大陆各地陆续跟进响应。
2020年9月，全国人大常委会启动了为期一个多月的珍惜粮食、反对浪费专题调研，旨在加快建立法治化长效机制，为全社会确立餐饮消费、日常食物消费的基本行为准则。
2020年12月21日，全国人大常委会法制工作委员会发言人岳仲明在例行记者会上介绍，十三届全国人大常委会第二十四次会议，将审议全国人大常委会委员长会议关于提请审议反食品浪费法草案的议案。
2021年4月29日，第十三届全国人大常委会第二十八次会议表决通过反食品浪费法，自公布之日起施行。

## 生效后
2021年5月起，多家知名媒体曝光了“选秀打投的奶被倒掉”的问题；曝光的视频中出现了选秀节目《青春有你（第三季）》以及赞助商蒙牛真果粒。《光明日报》和央广网对此评价道，希望粉丝多一些理性，主办方、赞助商应主动承担应用的社会责任，并提及于4月29日通过的本法，警告这些行为可能违法。爱奇艺与蒙牛分别于5月6日晚间、5月7日上午发布致歉声明，《青春有你3》所有助力通道关闭。
2023年4月，媒体报道称，一些餐饮商家提供的外卖服务起送价设置过高，造成消费者负担，涉嫌诱导过量点餐和违反《反食品浪费法》。在中国大陆部分地方的餐饮商家因起送价设置过高被市场监管部门认定为违反《反食品浪费法》，而被市场监管部门责令整改。